# Giuseppe Iachini
Giuseppe Iachini (Ascoli Piceno, 1964. május 7. –) olasz labdarúgó, középpályás, edző.

## Pályafutása

### Játékosként
Iachini Ascoli Picenóban született. Pályafutását az Ascoli csapatában kezdte, az olasz élvonalban az  1981-82-es szezonban mutatkozott be. Huszonhárom éves koráig nevelőegyesületében játszott, majd 1987-ben a Veronához igazolt.
1989-ben szerződtette a Fiorentina ahol öt szezont töltött, ezt követően pedig a Palermo játékosa lett. Ezekben az években a másodosztályban futballozott, majd 1997-ben a Veneziával visszatért a Seria A-ba, pályafutása végén pedig a harmadosztályú Alessandriában is megfordult.
Részt vett az 1988-as olimpián.

## Statisztikái edzőként
Legutóbb frissítve: 2021. május 2-án
| Csapat     | Nemzet   | –tól                 | –ig                | Eredményességi mutató | Eredményességi mutató | Eredményességi mutató | Eredményességi mutató | Eredményességi mutató | Eredményességi mutató | Eredményességi mutató | Eredményességi mutató |
| Msz        | Gy       | D                    | V                  | RG                    | KG                    | GK                    | Gy %                  |                       |                       |                       |                       |
| ---------- | -------- | -------------------- | ------------------ | --------------------- | --------------------- | --------------------- | --------------------- | --------------------- | --------------------- | --------------------- | --------------------- |
| Cesena     | ITA      | 2002. július 1.      | 2003. július 1.    | 36                    | 16                    | 12                    | 8                     | 50                    | 31                    | +19                   | 44.44                 |
| Vicenza    | ITA      | 2003. július 1.      | 2004. július 1.    | 47                    | 12                    | 21                    | 14                    | 49                    | 52                    | −3                    | 25.53                 |
| Piacenza   | ITA      | 2004. július 1.      | 2007. június 15.   | 134                   | 54                    | 32                    | 48                    | 170                   | 156                   | +14                   | 40.3                  |
| Chievo     | ITA      | 2007. június 15.     | 2008. november 3.  | 54                    | 25                    | 16                    | 13                    | 84                    | 62                    | +22                   | 46.3                  |
| Brescia    | ITA      | 2009. október 4.     | 2010. december 6.  | 55                    | 23                    | 12                    | 20                    | 67                    | 64                    | +3                    | 41.82                 |
| Brescia    | ITA      | 2011. január 30.     | 2011. június 29.   | 16                    | 2                     | 8                     | 6                     | 17                    | 22                    | −5                    | 12.5                  |
| Sampdoria  | ITA      | 2011. november 14.   | 2012. július 2.    | 31                    | 15                    | 10                    | 6                     | 37                    | 24                    | +13                   | 48.39                 |
| Siena      | ITA      | 2012. december 17.   | 2013. július 14.   | 22                    | 5                     | 5                     | 12                    | 21                    | 34                    | −13                   | 22.73                 |
| Palermo    | ITA      | 2013. szeptember 25. | 2015. november 10. | 88                    | 40                    | 25                    | 23                    | 121                   | 96                    | +25                   | 45.45                 |
| Palermo    | ITA      | 2016. február 15.    | 2016. március 9.   | 3                     | 0                     | 1                     | 2                     | 1                     | 8                     | −7                    | 0                     |
| Udinese    | ITA      | 2016. május 19.      | 2016. október 2.   | 8                     | 2                     | 1                     | 5                     | 8                     | 15                    | −7                    | 25                    |
| Sassuolo   | ITA      | 2017. november 27.   | 2018. június 5.    | 26                    | 9                     | 8                     | 9                     | 24                    | 38                    | −14                   | 34.62                 |
| Empoli     | ITA      | 2018. november 6.    | 2019. március 13.  | 16                    | 4                     | 4                     | 8                     | 24                    | 33                    | −9                    | 25                    |
| Fiorentina | ITA      | 2019. december 23.   | 2020. november 9.  | 31                    | 12                    | 10                    | 9                     | 45                    | 36                    | +9                    | 38.71                 |
| Fiorentina | ITA      | 2021. március 24.    | jelenlegi          | 6                     | 1                     | 3                     | 2                     | 10                    | 12                    | -2                    | 16.67                 |
| összesen   | összesen | összesen             | összesen           | 579                   | 223                   | 170                   | 186                   | 737                   | 686                   | +51                   | 38.51                 |